# Головинский сельский округ (Московская область)
Головинский сельский округ — упразднённая административно-территориальная единица, существовавшая на территории Щёлковского района Московской области в 1994—2006 годах.
Головинский сельсовет был образован 14 июня 1954 года в составе Щёлковского района Московской области путём объединения Аксёновского, Гаврилковского и Старопареевского с/с.
3 июня 1959 года Щёлковский район был упразднён и Головинский с/с отошёл к Балашихинскому району.
31 июля 1959 года селения Большие Петрищи, Машино, Новопареево и Старопареево были переданы из Головинского с/с в Булаковский сельсовет, который при этом был преобразован в Старопареевский с/с.
28 июля 1960 года Головинский с/с вернулся в восстановленный Щёлковский район.
1 февраля 1963 года Щёлковский район был упразднён и Головинский с/с вошёл в Мытищинский сельский район. 11 января 1965 года Головинский с/с был возвращён в восстановленный Щёлковский район.
3 февраля 1994 года Головинский с/с был преобразован в Головинский сельский округ.
В ходе муниципальной реформы 2004—2005 годов Головинский сельский округ прекратил своё существование как муниципальная единица. При этом все его населённые пункты были переданы в городское поселение Фряново.
29 ноября 2006 года Головинский сельский округ исключён из учётных данных административно-территориальных и территориальных единиц Московской области.